# Мартін Геллман
Мартін Геллман (англ. Martin E. Hellman; нар.. 2 жовтня 1945, штат Нью-Йорк, США) — американський криптограф. Здобув популярність завдяки розробці першої асиметричної криптосистеми у співавторстві з Вітфілдом Діффі та Ральфом Меркле у 1976 році.
Один з активних прихильників лібералізації у сфері криптографії. М.Геллман довгий час був учасником конференції комп'ютерної конфіденційності, останнім часом працює над аналізом ризиків ядерної загрози.

## Біографія
Мартін Геллман народився 2 жовтня 1945 року в місті Нью-Йорк, закінчив Вищу школу науки Бронкса. Отримав ступінь бакалавра в Нью-Йоркському університеті в 1966 році, а ступінь магістра у Стенфордському університеті в 1967 році, все по електротехніці.
З 1968 по 1969 роки працював в Уотсоновському дослідницькому центрі IBM, де він зустрівся з Горстом Фейстелем. З 1969 по 1971 року Мартін Хеллман був доцентом в Массачусетському технологічному інституті.
У 1971 році він повернувся до Стенфорда на посаду професора, де займався дослідженнями до 1996 року, ставши Почесним професором.

### Зниження ядерної загрози
М.Геллман бере активну участь у дослідженні міжнародної безпеки з 1985 року. Його поточний проект — зниження ядерної загрози. Зокрема, Геллман вивчає ймовірності та ризики, пов'язані з ядерною зброєю і заохочення подальших міжнародних досліджень у цій галузі. Його вебсайт NuclearRisk.org [Архівовано 13 квітня 2021 у Wayback Machine.] був схвалений рядом відомих осіб, включаючи колишнього директора Агентства національної безпеки, почесного президента Стенфордського університету[ким?] та двох лауреатів Нобелівської премії[ким?].

## Наукова діяльність

### Робота в галузі криптографії
Великий інтерес М. Геллман проявив до книги Девіда Кана The Codebreakers, яка побачила світ у 1967 році. Пізніше, в січні 1969 року, Девід Кан взяв участь у Міжнародному симпозіумі Інституту інженерів з електротехніки та електроніки з теорії інформації. З 1968 по 1969 роки Геллман працював у Уотсоновському дослідницькому центрі IBM в Йорктаун Хайтс, штат Нью-Йорк. Одним з колег Геллмана став Горст Фейстель, який працював у той час над урядовим дослідженням в галузі криптографії в компанії IBM. По закінченню роботи був отриманий стандарт шифрування даних (DES) в 1975 році. У 1970 році, будучи асистентом професора в Массачусетському технологічному інституті, Геллман отримав копію роботи 1949 року тоді ще маловідомого Клода Шеннона від Пітера Еліаса, пов'язану з дослідженням обраної Геллманом галузі криптографії.
Протягом наступних декількох років, Геллман приділяв багато уваги більш звичним галузям теорії інформації. Незважаючи на це, він також проводив дослідження з криптографії. Однак щоб вести подальші дослідження необхідно було фінансування у науку криптографія, яка важко класифікувалась.
На початку 1970-х років Геллман, висловивши інтерес до проблеми криптографії і бажання працювати над створенням нових захищених систем для комерційних потреб, був розкритикований колегами. Вони стверджували, що можливо Агентство національної безпеки, що володіє багатомільйонним бюджетом, могло мати до того часу результати подібних досліджень і навіть якщо Геллману вдасться зробити щось нове, Агентство національної безпеки засекретить ці дані і сам Геллман нічого не отримає взамін.
Втім, Геллман все ж наполіг на своєму. Пізніше він сказав, що зробити такий вчинок змусила «муза для дурня». Геллман був готовий ризикнути навіть якщо б виглядав безглуздо, але в кінцевому підсумку став одним з винахідників шифрування з відкритим ключем. Геллман ще тоді передбачав, що електронні перекази грошових коштів з одного банку в інший спричинять за собою величезну проблему шифрування даних.

### Шифрування з відкритим ключем
У шифруванні з відкритим ключем використовується властивість інформації, яка дозволяє створювати захищені канали зв'язку через Інтернет. Головною особливістю шифрування з відкритим ключем є використання двох ключів для кожного користувача, відкритий ключ і закритий, де тільки закритий ключ, може розшифрувати повідомлення, зашифроване відкритим ключем. Закритий ключ практично неможливо дізнатися, і якщо ключі досить довгі, то метод не піддається взламуванню. Елегантна структура шифрування з відкритим ключем дозволяє створювати безпечні системи зв'язку для розподілених учасників. Технологія лежить в основі Інфраструктури відкритих ключів (PKI), а основа промислового стандарту — в алгоритмі шифрування RSA.
Першими дослідниками, які виявили і опублікували поняття шифрування з відкритим ключем були Діффі Уітфілд та Мартін Геллман із Стенфордського університету, а також Ральф Меркл з Каліфорнійського університету в Берклі. Як це часто буває в науковому світі, дві групи працювали незалежно одна від одної над однією і тією ж проблемою — Діффі і Геллман над криптографією з відкритим ключем, а Меркл — над розподілом ключів серед користувачів. Коли вони дізналися про роботу один одного, вони зрозуміли, що взаємодія буде на користь усім. За словами Геллмана: «Кожен з нас був ключовою частиною головоломки. Це дозволило нам зробити відкриття».
Робота Геллмана і Уїтфілда Діффі була опублікована в 1976 році під назвою «Нові напрямки в криптографії» [Архівовано 3 грудня 2017 у Wayback Machine.]. В ній був представлений радикально новий підхід до розподілу криптографічних ключів з посиланнями на роботи Ральфа Меркла, тим самим в криптографії знайшлося рішення однієї з фундаментальних проблем. У цьому документі йдеться про ключові поняття шифрування з відкритим ключем, в тому числі генерація цифрових підписів, і додавалося кілька прикладів реалізацій. Так з'явився алгоритм Діффі-Геллмана.
Стаття привела до негайного розвитку нового класу алгоритмів шифрування - алгоритмів з асиметричним ключем. Геллман і Уітфілд Діффі були нагороджені Організацією Марконі в 2000 році за роботу над криптографією з відкритим ключем і за допомогу у становленні криптографії як самостійного розділу науки.
Мартін Геллман, як і Уітфілд Діффі та Ральф Меркл, публікував статті, які Агентство національної безпеки класифікувала як секретні. Існувала навіть загроза, що Геллман зі своїми колегами міг бути притягнутий до відповідальності за Правилами Міжнародної торгівлі зброєю (ITAR), адже технічна література з криптографії вважалася знаряддям війни відповідно до ITAR.
За сучасними оцінками, близько 10 мільярдів пристроїв використовують шифрування з відкритим ключем. Уітфілд Діффі, Мартін Геллман та Ральф Меркл пізніше отримали патент U.S. Patent 4 200 770 на їх метод забезпечення суспільного обміну ключами.

#### Конференція комп'ютерної конфіденційності
Довгий час Мартін Геллман був учасником конференції комп'ютерної конфіденційності, починаючи з розробки алгоритму шифрування DES в 1975 році і закінчуючи службою (1994—1996) у Національній дослідницькій раді Комітету з вивчення національної криптографічної політики. Основні рекомендації М. Геллмана згодом були виконані.

## Нагороди та почесні звання
- 1964 — Обрання до Eta Kappa Nu (ΗΚΝ)[en] Почесного Національного Товариства Радіотехніки
- 1964 — Обрання до Tau Beta Pi (ΤΒΠ)[en] Почесного Національного Товариства Радіотехніки
- 1966 — Премія Арнольда Нью-Йоркського університету електротехніки
- 1966-68 — Вищий член Національного наукового фонду
- 1966 — Перша премія за друге місце на конкурсі студентських робіт Інституту інженерів з електротехніки та електроніки
- 1966 — Заохочувальна премія в Конкурсі Eta Kappa Nu[en] на звання «Найбільш видатна студентська електротехніка в США»
- 1978 — Премія Каліфорнійської державної психологічної асоціації за видатний внесок у захист прав споживачів
- 1978 — Приз за кращу статтю (Нові напрямки в криптографії, спільно з Уітфілдом Діффі), опубліковану в попередні два роки від Групи з теорії інформації Інституту інженерів з електротехніки та електроніки
- 1980 — Обрання у члени Інституту інженерів з електротехніки та електроніки «за вклад в криптографію»
- 1981 — Премія за выдатний підручник чи оглядову статтю 1979 року від Доналда Г. Фінка Інституту інженерів з електротехніки та електроніки («Конфіденційність і аутентифікація: Введення в криптографію, спільно з Уітфілд Діффі»)
- 1984 — медаль 100-ї річниці Інституту інженерів з електротехніки та електроніки
- 1987 — премия за викладання Стенфордського університету Tau Beta Pi (ΤΒΠ)[en](англ.)
- 1987 — Премія Видатному професору від Стенфордського товариства чорних вчених та інженерів
- 1989 — Премія Видатному професору від Стенфордського товариства чикано та латиноамериканських інженерів
- 1994 — Премія EFF Pioneer Award від  Фонду електронних рубежів
- 1996 — Премія від Національної Безпеки комп'ютерних систем
- 1997 — Медаль Луїса Леві Франклінського Інституту
- 1997 — премія Канеллакіса
- 1998 — Член Міжнародного інженерного у
- 1998 — Премія золотого ювілею Товариства з теорії інформації Інституту інженерів з електротехніки та електроніки
- 1999 — Премія в галузі комп'ютерів і комунікацій імені Кодзі Кобаясі Інституту інженерів з електротехніки та електроніки
- 2000 — Премія Марконі Міжнародного Співтовариства Марконі
- 2002 — обраний до Національної академії наук США «за вклад в теорію та практику криптографії»
- 2006 — обраний членом Міжнародної Асоціації з криптографічних досліджень «За винахід криптографії з відкритим ключем і за новаторські дослідження в галузі відкритої криптографії»
- 2010 — Медаль Річарда Геммінга Інституту інженерів з електротехніки та електроніки «За винахід криптографії з відкритим ключем і його застосування в захисті комунікацій»
- 2011 — обраний членом Музею комп'ютерів.
- 2011 — увіковічнений в Національному Залі Слави Винахідників
- 2015 — Премія Тюрінга.